# 原子力空母
原子力空母（げんしりょくくうぼ、英語: Nuclear-powered aircraft carrier）は、原子力機関により推進される航空母艦。原子力船の一種。

## アメリカ海軍の初期の検討
第二次世界大戦後のアメリカ海軍は、核戦略の一翼を担いうるように次世代空母の大型化を志向しており、1948年度計画では超大型空母として「ユナイテッド・ステーツ」の建造が盛り込まれた。またその検討過程の1946年からは航空母艦の原子力推進化も検討されはじめており、1952年度で建造予定だった同型艦では原子力推進化が期待されたものの、「ユナイテッド・ステーツ」の建造自体が1949年に頓挫したこともあって、これは実現しなかった。
その後、1950年8月、海軍作戦部長（CNO）フォレスト・シャーマン大将は艦船局（BuShips）に対し、空母の原子力推進化に関するフィジビリティスタディを指示し、1951年には空母用原子炉の正式な要件定義が作成された。この時点で、海軍は既に潜水艦用原子炉を開発していたものの、まもなく、空母のためには全く異なる設計が必要になることが判明し、予算の見積もりは高騰し始めた。海軍部内では、燃料の搭載余地が多い空母よりは、潜水艦や駆逐艦の原子力推進化のほうが優先するとの意見も強く、アイゼンハワー大統領は国防費削減を重視しており、そして原子力空母計画の後援者だったシャーマン大将は1951年に死去していた。この結果、原子力委員会（AEC）は1953年に空母用原子炉の計画を中止した。

## アメリカ海軍での艦隊配備
AECによって原子炉の開発計画が中止されたあとでも、海軍部内では、原子力空母に関する検討は継続されていた。1954年5月、艦艇用原子炉の開発を統括していたハイマン・G・リッコーヴァー少将は、攻撃潜水艦から航空母艦まで5種類の舶用原子炉の試作計画を提案して、今回はAECの承認を得ることができた。1955年末までには、空母用試作炉としてA1Wの計画が作成されており、これは1958年より運転を開始した。そしてこれらの原子炉を搭載する原子力空母そのものも、1958年度計画での建造が承認された。これによって建造された世界初の原子力空母が「エンタープライズ」である。
空母の原子力推進化は航続距離の延伸を実現すると同時に、煙突やその排煙が飛行甲板上の気流を阻害して航空機の発着に影響することもなくなった。しかし当時の技術で開発できる原子力機関の性能によって船体のサイズは制約されており、計画段階では小型の船体も検討されたほか、所定の速力を確保するために、当時としては並外れた大出力の舶用原子炉として開発されたA2Wですら8基という多数を搭載する必要があった。
上記の経緯によって「エンタープライズ」の建造は実現したものの、同艦の建造コストが高騰したこともあって、アメリカ海軍としては同艦の運用実績が蓄積されるまでは2隻目以降の原子力空母は建造しない方針とした。1963年度予算で計画されていたキティホーク級4番艦については原子力推進化が検討されたものの、コストの面からこれも断念された。その後、技術進歩によって「エンタープライズ」の原子炉8基式よりも安価な2基式が実現可能となったことや、ベトナム戦争で空母航空団の有用性が改めて意識されたこともあって、ミッドウェイ級3隻の代替艦として新型原子力空母3隻が建造されることになり、1967年度予算よりニミッツ級の建造が開始された。同級は順次に改良を重ねつつ長く建造されたが、2007年度からは大規模に改設計したジェラルド・R・フォード級へと移行した。

## アメリカ以外の原子力空母

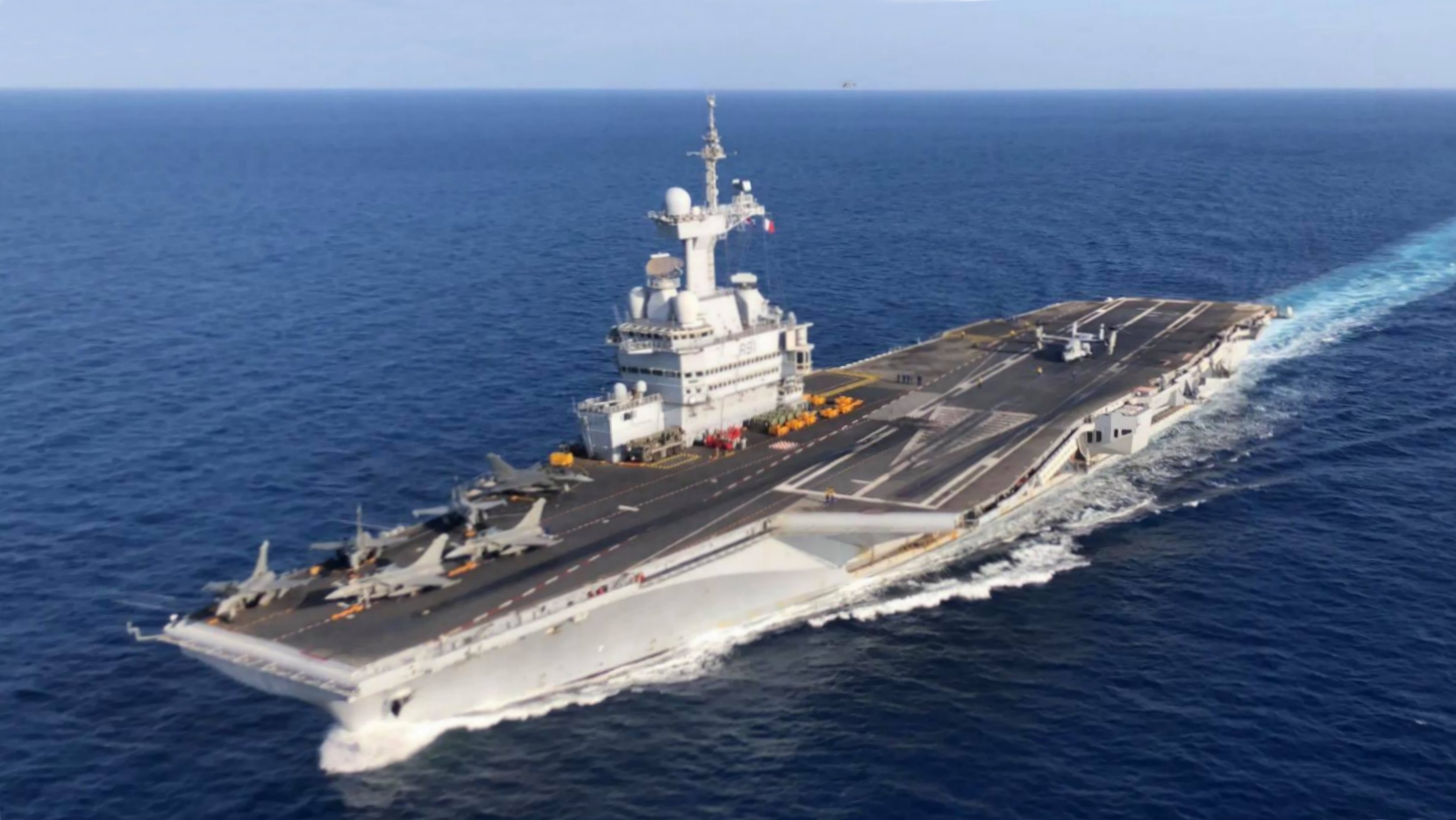
アメリカ以外では世界で唯一の原子力空母であるフランス海軍の「シャルル・ド・ゴール」

ソビエト連邦の最高指導者として長く君臨したヨシフ・スターリンが航空母艦を帝国主義的な兵器として忌避していたほか、核兵器やミサイルの配備が優先されたこと、また同国の造艦技術が発達途上だったこともあって、ソ連海軍では原子力空母を含めて航空母艦の整備計画そのものがなかなか実現しなかった。一方、原子力推進艦船という点では、1950年代後半の627型（ノヴェンバー型）を端緒として原子力潜水艦の大量配備に着手し、1959年には原子力砕氷船「レーニン」も竣工させて、水上艦船への導入にも着手していた。
その後、1960年代後半に軽空母（AVL）が計画された際には、通常動力型と同時に原子力推進型も俎上に載せられており、これが発展した1160型では本格的に原子力推進が採択されたが、いずれも実現しなかった。その後、通常動力型・V/STOL方式の1143型（キエフ級）、更にSTOBAR方式の1143.5型（アドミラル・クズネツォフ）が順次に建造されたのち、発展型としてCATOBAR方式に対応するとともに原子力空母とした1143.7型（ウリヤノフスク級）が計画され、1988年11月に起工されたが、ソビエト連邦の崩壊もあって未成に終わった。
同艦が未成に終わったことで、「アメリカ国外初の原子力空母」の称号は、フランス海軍の「シャルル・ド・ゴール」のものとなった。これはクレマンソー級の後継艦として建造されたもので、1989年に起工された。同海軍は、既に1970年代よりル・ルドゥタブル級によって原子力潜水艦の運用に着手しており、同級の後継艦であるル・トリオンファン級と同一形式の原子炉を用いて「シャルル・ド・ゴール」の原子力推進機関が設計された。ただし冷戦終結後の予算削減の影響もあって建造は遅延し、海上公試で多くのトラブルに見舞われたこともあって、就役は2001年5月となった。
また中国人民解放軍海軍も、2018年より建造している003型に続いて設計を進めている004型では、原子力推進化を検討しているといわれている。

## 比較表
| 費用種別                                                | 通常動力空母                 | 原子力空母                   |
| ------------------------------------------------------- | ---------------------------- | ---------------------------- |
| 開発費(Investment cost)                                 | 3,353.4億円 （29.16億ドル）  | 7,407.15億円 （64.41億ドル） |
| -取得費 (Ship acquisition cost)                         | 2,357.5 (20.50)              | 4,667.85 (40.59)             |
| -中期近代化改修費 (Midlife modernization cost)          | 995.9 (8.66)                 | 2,739.3 (23.82)              |
| 運用・維持費 (Operating and support cost)               | 12,793.75 (111.25)           | 17,114.3 (148.82)            |
| -直接運用・維持費 (Direct operating and support cost)   | 12,001.4 (104.36)            | 13,428.55 (116.77)           |
| -間接運用・維持費 (Indirect operating and support cost) | 791.2 (6.88)                 | 3,685.75 (32.05)             |
| 廃棄/処分費 (Inactivation/disposal cost)                | 60.95 (0.53)                 | 1,033.85 (8.99)              |
| -廃棄/処分費 (Inactivation/disposal cost)               | 60.95 (0.53)                 | 1,020.05 (8.87)              |
| -使用済み核燃料保管費(Spent nuclear fuel storage cost)  | なし                         | 14.95 (0.13)                 |
| ライフサイクルコスト                                    | 16,208.1億円（140.94億ドル） | 25,555.3億円（222.22億ドル） |
| 比較                                                    | 100%                         | 157.7%                       |
| 比較                                                    | 63.4%                        | 100%                         |

出典：アメリカ合衆国会計検査院1998年 通常動力と原子力の空母のコスト比較
|              |                 | フォード級                              | シャルル・ド・ゴール     | ニミッツ級                     | エンタープライズ (最終状態)    |
| ------------ | --------------- | --------------------------------------- | ------------------------ | ------------------------------ | ------------------------------ |
| 船体         | 満載排水量      | 101,600 t                               | 43,182 t                 | 100,000 t以上                  | 93,284 t                       |
| 船体         | 全長            | 337 m                                   | 261.5 m                  | 330 m - 333 m                  | 336 m                          |
| 船体         | 水線幅 / 最大幅 | 41 m / 78 m                             | 31.5 m / 64.36 m         | 41 m / 76.8 m                  | 40 m / 76 m                    |
| 機関         | 原子炉          | A1B × 2基                               | K15 × 2基                | A4W × 2基                      | A2W × 8基                      |
| 機関         | 出力            | 不明                                    | 83,000 shp               | 260,000 shp                    | 280,000 shp                    |
| 機関         | 速力            | 30 kt以上                               | 27 kt                    | 30 kt以上                      | 33.6 kt                        |
| 兵装         | 砲熕            | ファランクス CIWS × 2基                 | 20 mm 単装機関砲 × 8基   | ファランクス CIWS × 2–3基      | ファランクス CIWS × 2–3基      |
| 兵装         | ミサイル        | ESSM 8連装発射機 × 2基                  | アスター15 VLS × 32セル  | シースパロー 8連装発射機 × 2基 | シースパロー 8連装発射機 × 2基 |
| 兵装         | ミサイル        | RAM 21連装発射機 × 2基                  | SADRAL 6連装発射機 × 2基 | RAM 21連装発射機 × 2基         | RAM 21連装発射機 × 2基         |
| 航空運用機能 | 発着艦方式      | CATOBAR                                 | CATOBAR                  | CATOBAR                        | CATOBAR                        |
| 航空運用機能 | 発艦装置        | 電磁式カタパルト × 4基                  | 蒸気式カタパルト × 2基   | 蒸気式カタパルト×4基           | 蒸気式カタパルト×4基           |
| 航空運用機能 | JBD             | 4基                                     | 2基                      | 4基                            | 4基                            |
| 航空運用機能 | 着艦帯          | アングルド・デッキ配置                  | アングルド・デッキ配置   | アングルド・デッキ配置         | アングルド・デッキ配置         |
| 航空運用機能 | 制動索          | 3索                                     | 3索                      | 4索                            | 4索                            |
| 航空運用機能 | エレベーター    | 3基                                     | 2基                      | 4基                            | 4基                            |
| 航空運用機能 | 搭載機数        | 常時70機前後                            | 最大40機                 | 常時70機前後 / 最大90機        | 常時70機前後 / 最大90機        |
| 同型艦数     | 同型艦数        | 1隻 / 10隻予定 （1隻艤装中、1隻建造中） | 1隻                      | 10隻                           | 1隻（退役）                    |